# Admiral Graf Spee
Le navire Admiral Graf Spee était un croiseur protégé (Panzerschiff) appartenant à la Kriegsmarine. Il était le dernier sorti des trois bâtiments de la classe Deutschland. Il effectua une campagne dans l'Atlantique Sud, avant d'être endommagé à la bataille du Rio de la Plata, puis sabordé. Son nom de baptême provient du comte (Graf) von Spee, amiral de la marine impériale allemande.

## Description

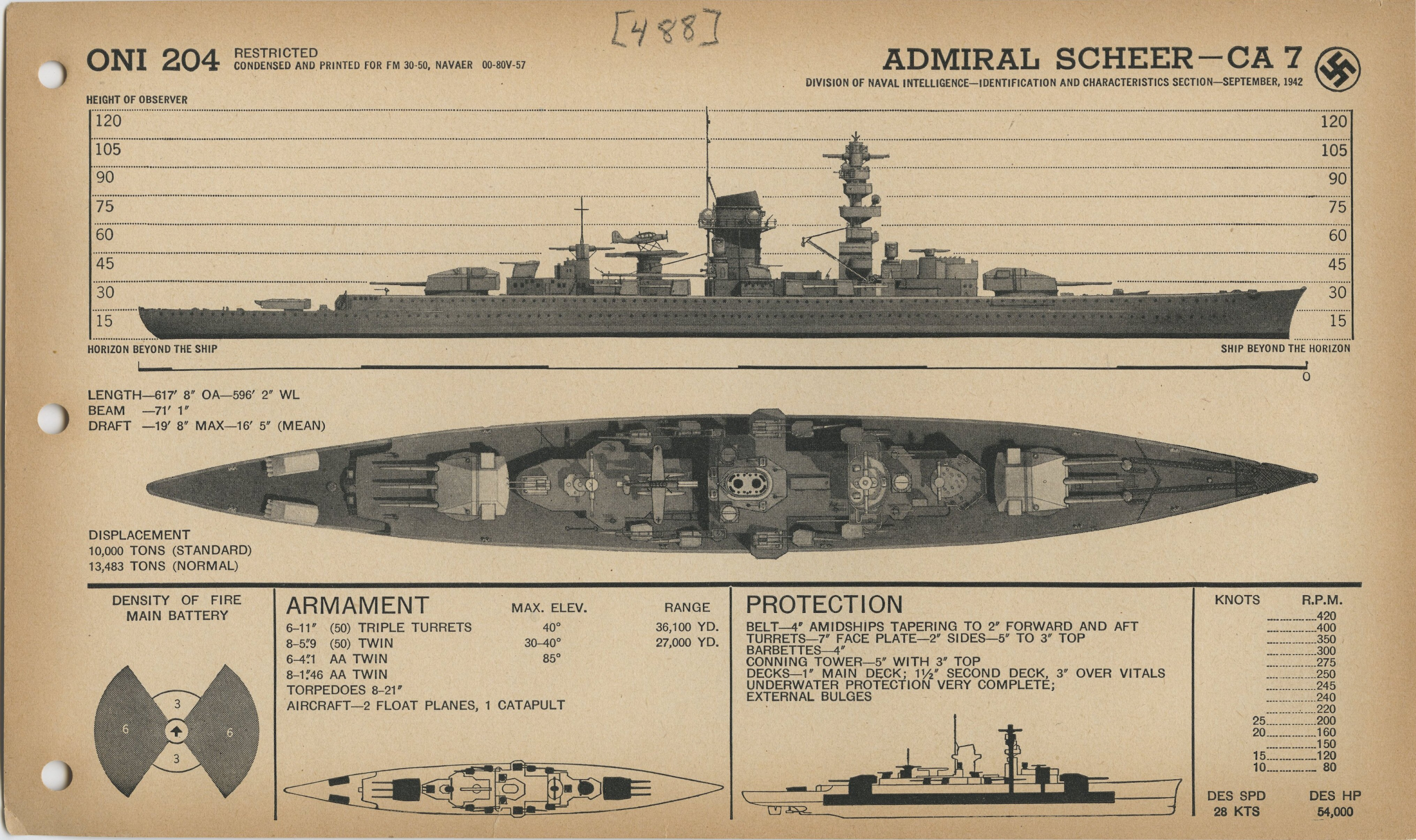
Profil des croiseurs de la classe Deutschland.

Après la Première Guerre mondiale, le traité de Versailles limita le tonnage des navires de bataille de la marine allemande à 10 000 tonnes et leurs canons à un calibre de 203 mm. Avant de recevoir le nom de baptême Admiral Graf Spee, le navire fut référencé sous le nom de Panzerschiff C et Ersatz Braunschweig, puisqu'il devait remplacer le vieux cuirassé Braunschweig dans l'inventaire de la flotte. Sa construction coûta 82 millions de Reichsmark.
Technologiquement, l’Admiral Graf Spee était en avance sur son temps, notamment en ce qui concerne sa construction La construction de sa coque soudée à l'arc, et non rivetée comme il était courant de le faire, permit un énorme gain de masse et ses puissants moteurs Diesel lui permettaient de combiner vitesse et rayon d'action. Tout ceci lui assurait une très bonne manœuvrabilité, il pouvait ainsi effectuer des changements de route bien plus rapidement que la plupart des autres cuirassés.
Du côté de l'armement, il n'était pas en reste avec ses six canons de 280 mm disposés en deux tourelles triples à l'avant et à l'arrière du navire. Ceux-ci pouvaient tirer leurs projectiles jusqu'à une distance de 27 km et à une cadence de 2 obus par minute. De plus, ils étaient dotés d'une grande précision grâce aux équipements optiques très performants pour l'époque. En plus de son armement principal, le cuirassé possédait aussi huit canons de 150 mm en affuts simples, quatre sur chaque bord, six canons de 105 mm anti-aériens en trois tourelles doubles, quatre affûts antiaériens doubles de 37 mm et dix simples de 20 mm. À cela il faut rajouter deux affuts quadruples de tubes lance-torpilles de 533 mm positionnés à l'arrière du navire.
De plus l’Admiral Graf Spee était doté de ses propres moyens de reconnaissance et d'observation, grâce aux deux hydravions embarqués à bord. Ceux-ci étaient de type Arado Ar 196, catapultés à partir du navire ; une fois leur mission terminée, ils étaient remontés à bord grâce à une grue. Cependant, ces appareils, censés augmenter son efficacité et sa protection en repérant les navires, n'étaient pas au point et, de fait, étaient souvent en réparation dans le hangar du navire.
Mais la principale innovation sur ce navire était la présence d'un radar ; il était d'ailleurs l'un des premiers navires à en être équipé. À cette époque, cet instrument était présenté comme un immense atout permettant de repérer les navires sans être soi-même repéré. Cependant, le radar équipant l’Admiral Graf Spee était un modèle primitif à peine sorti des laboratoires et ne permettait de repérer les navires qu'à une distance de 15 km soit moins que la portée de l'artillerie principale. De plus, la zone d'opération affectée au bâtiment étant l'Atlantique sud et celui-ci bénéficiant généralement d'une bonne visibilité, l'équipement n'était pas d'une grande utilité, à part la nuit.

## Histoire

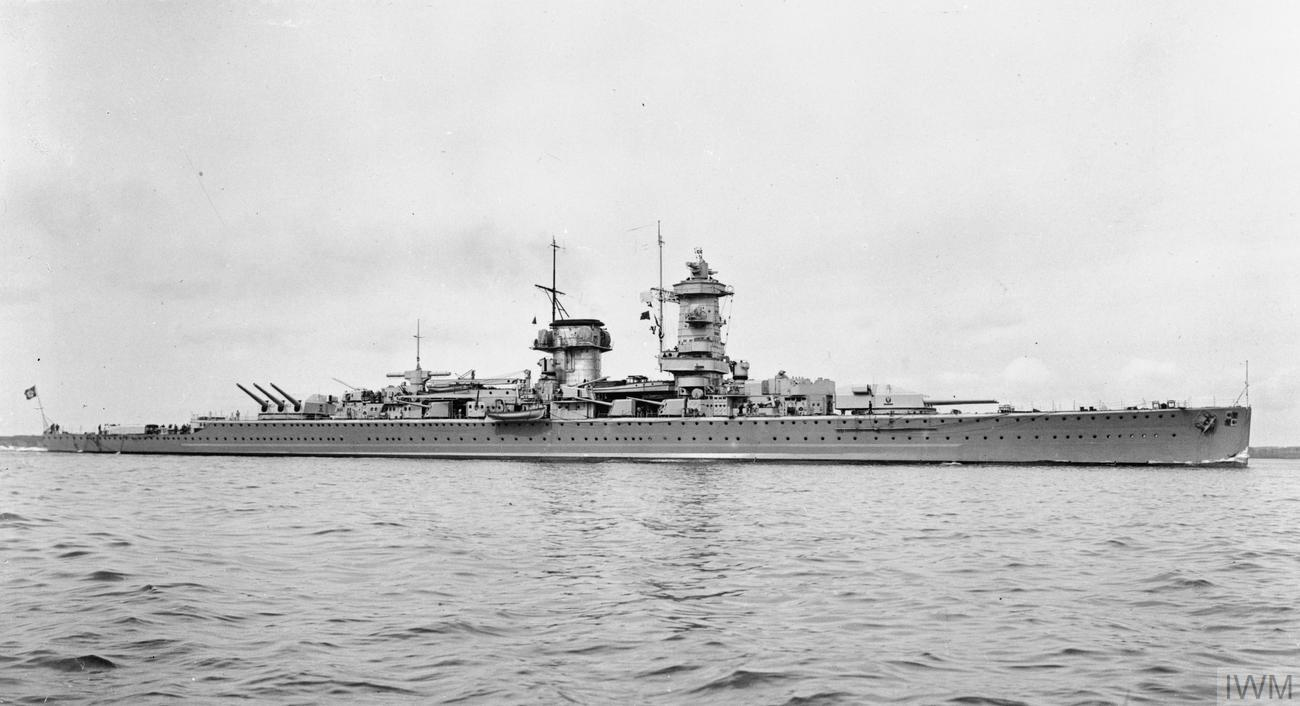
L' Admiral Graf Spee en 1936.

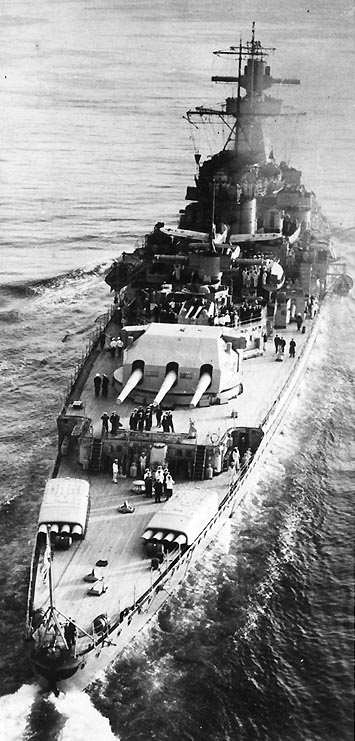
L'arrière de l' Admiral Graf Spee en avril 1939. Sont visibles les deux plateformes quadruples lance-torpilles, la tourelle triple de 280 mm, une tourelle double de 105 mm antiaérien et l'hydravion Arado 196A-1.

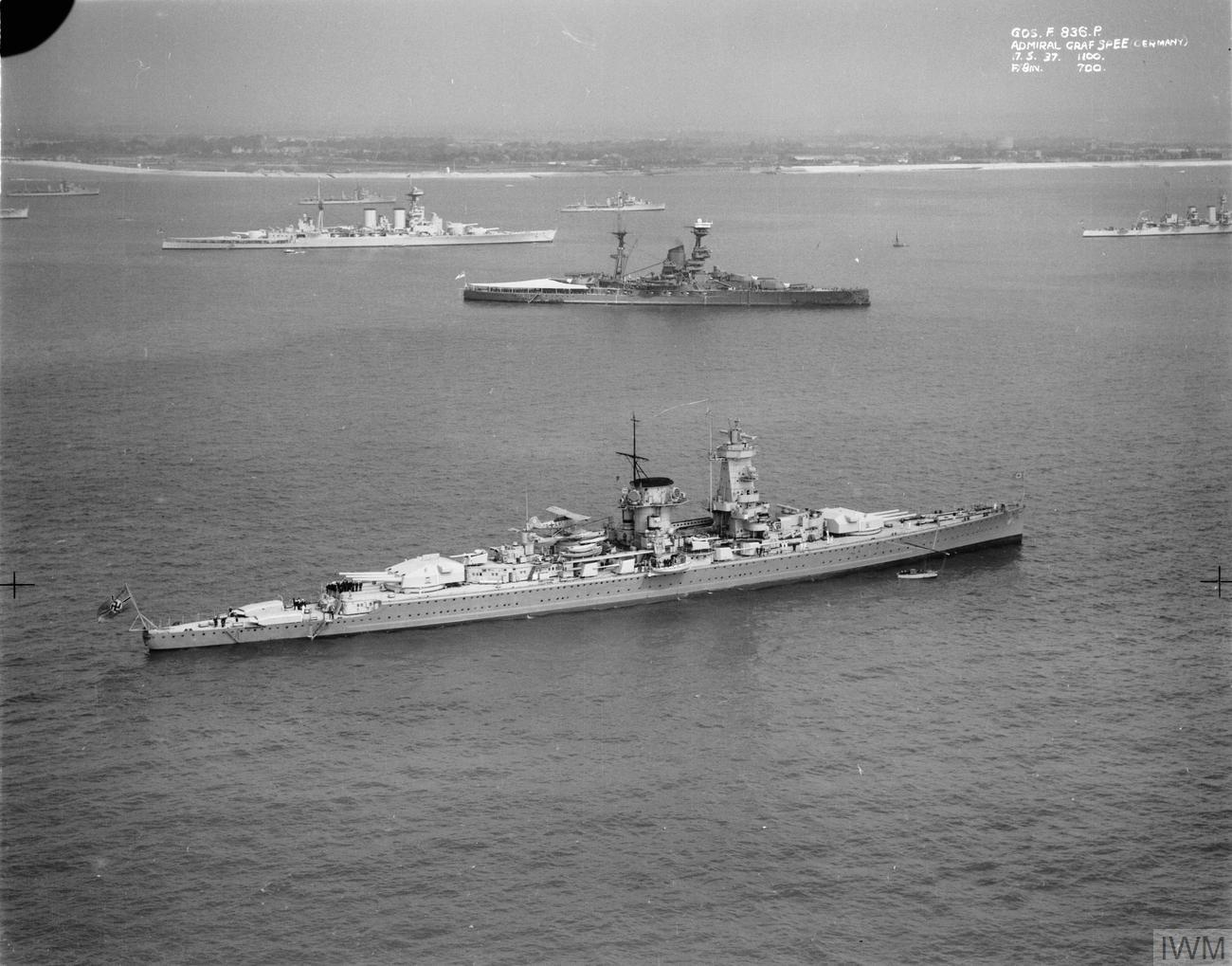
L' Admiral Graf Spee le 17 mai 1937 au mouillage à Spit head. En arrière-plan on aperçoit le cuirassé HMS Resolution et le croiseur de bataille HMS Hood.

À la suite du traité de Versailles qui l'empêchait de reconstituer une marine puissante, l'Allemagne se trouva avant l'entrée en guerre avec une flotte de combat très inférieure en nombre à celle des Anglais. La Kriegsmarine était donc dans l'impossibilité de conduire une guerre navale classique. Cela étant, le grand-amiral Erich Raeder, commandant en chef des forces navales allemandes, ne se sentait pas en mesure de participer efficacement à la guerre qui s'annonçait. Il avait même la conviction que ses forces ne pourraient pas défendre durablement le littoral et le trafic maritime allemands.
Étant donné la faiblesse de la marine allemande, celle-ci fut affectée à des missions de corsaires.

### Mission
La mission de l’Admiral Graf Spee commandé par le capitaine de vaisseau Hans Langsdorff, était donc de couler le maximum de navires de commerce à destination de l'Angleterre, en évitant le combat avec des navires de guerre. Pour ce faire, dès le début du mois d'août 1939 et dans le plus grand secret, deux pétroliers appareillèrent : il s'agissait de l’Altmark et du Westerwald. Leur mission était de se rendre à Port Arthur (Texas) et d'y faire le plein de carburant. Cela fait, ils devaient rejoindre chacun leur position d'attente afin de servir de nourrices respectivement à l’Admiral Graf Spee et au Deutschland.

### Campagne

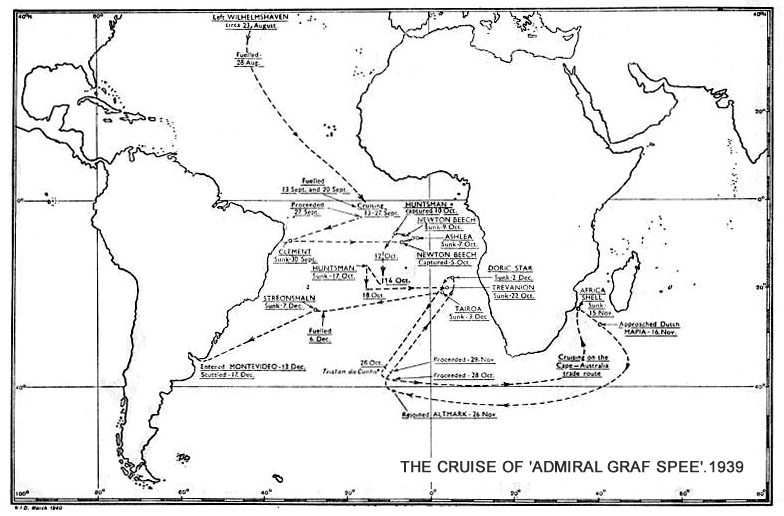
Le parcours du Graf Spee dans l'Atlantique Sud.

Au début du mois de septembre 1939 , le cuirassé et son ravitailleur se retrouvèrent pour la première fois afin de ravitailler. Le 3 septembre, le Graf Spee reçut un message en provenance d'Erich Raeder, l'informant de l'entrée en guerre du Royaume-Uni (à 11 h) et de la France (à 17 h). Les instructions de campagne furent donc exécutées mais avec une restriction émanant d'Hitler, enjoignant de ne pas attaquer les navires de commerce français jusqu'à nouvel ordre.
Le cuirassé fit donc route vers sa zone d'opération, une bande parallèle à la côte ouest de l'Afrique, par où passait la majorité du trafic commercial britannique transitant par le cap de Bonne-Espérance. Mais le 5 septembre, Raeder envoya un contre-ordre, enjoignant au Graf Spee de s'éloigner de sa zone et de se tenir tranquille. Il prit donc une position d'attente dans une zone désertée entre les îles de l'Ascension, de Sainte-Hélène et Trinité. Finalement il reçut le feu vert le 27 septembre, et partit en direction du Brésil.
Le Graf Spee rencontra sa première cible le 30 septembre. Il s'agissait du Clement, un cargo qui venait de Bahia. Lorsque le cargo aperçut le cuirassé, il ne s'inquiéta pas outre mesure pensant avoir affaire à un croiseur britannique. Mais, quelques minutes plus tard, il fut pris d'assaut, l'équipage dut rejoindre la côte dans les canots et le navire fut coulé. Quelques heures plus tard, le Graf Spee arraisonna un cargo neutre grec, lui confia le capitaine du Clement fait prisonnier et demanda à son capitaine de ne pas émettre de message avant d'avoir parcouru 600 milles et de dire qu'il avait été victime du cuirassé Admiral Scheer, afin d'entretenir la confusion.
En apprenant la nouvelle de la perte du Clement due à un cuirassé de poche, Winston Churchill, premier Lord de l'Amirauté, et Dudley Pound, premier Lord de la mer, décidèrent de donner la chasse au cuirassé. 23 bâtiments furent mobilisés en 9 groupes de combat, dont l’Eagle, le Glorious, l’Ark Royal, le HMS Furious (2), l’Hermes, le Renown, le Repulse pour les Britanniques et le Strasbourg, l’Algérie et le Dupleix pour les Français. En parallèle l'Amirauté britannique décida de faire circuler les navires de ravitaillement en convois.
Après l'attaque du Clement, le Graf Spee mit le cap vers l'est et, le 5 octobre, il aperçut une nouvelle cible. Il s'agissait du Newton Beach. L'équipage fut pris par surprise et le radio eut à peine le temps d'émettre un SOS. L'équipage fut fait prisonnier mais il y eut un problème, car il n'y avait pas suffisamment de place pour des prisonniers sur le cuirassé. Il fut donc décidé de les garder prisonniers sur leur propre navire qui suivrait à distance sous surveillance. Mais, le 7 octobre, le cuirassé repéra l’Ashlea, l'équipage fut fait prisonnier et le navire fut coulé. Le commandant de l’Admiral Graf Spee décida de prendre tous les prisonniers à son bord et de couler aussi le Newton Beach. Il souhaitait, en fait, installer ceux-ci sur l’Altmark qui disposait de plus de place. Il se mit donc en quête de sa nourrice. Mais, entre-temps, il croisa le cargo Huntsmann. Le Graf Spee ne pouvant plus accueillir de prisonniers, Langsdorff assigna une zone où le cargo devrait attendre sous le contrôle d'une équipe allemande qu'il revienne avec l'Altmark. Il aperçut ce dernier le 14 octobre mais, à son grand étonnement, il prit la fuite en croyant avoir affaire à un navire britannique. Il fallut reprendre contact. Langsdorff expliqua au commandant de l’Altmark qu'il ne pouvait pas garder les prisonniers et qu'il devrait les laisser sur le ravitailleur. Le 16 octobre, il était de nouveau en vue du Huntsmann qu'il coula après avoir transféré les prisonniers.
Le 22 octobre le Graf Spee coula le cargo Trevanion qui se rendait du Cap à Freetown. Puis, le 28, il remit ses prisonniers au pétrolier qui avait ordre de l'attendre dans les parages de l'île Tristan da Cunha. Fidèle à sa tactique, Langsdorff s'éloigna rapidement de sa dernière cible et, le 15 novembre, il coula le pétrolier Africa Shell. Tout ceci commença à accréditer la rumeur circulant dans la Royal Navy selon laquelle le cuirassé était doué du don d'ubiquité ou qu'il y avait plusieurs raiders dans les océans. Le 26, il était de nouveau auprès de l’Altmark. Après s'être ravitaillé, il mit le cap au nord-est afin de couper la route du Cap. Le 2 décembre, il coula le navire frigorifique Doric Star, mais celui-ci avait eu le temps de prévenir par radio qu'il était attaqué par le Graf Spee. Le lendemain, le cuirassé coula le cargo Tairoa mais celui-ci aussi réussit à transmettre un message. Le Graf Spee mit alors cap au sud-ouest avec l'idée de couper la route entre l'Argentine et l'Europe et aussi de retrouver l’Altmark afin de refaire le plein et de se débarrasser de ses prisonniers. La rencontre eut lieu le 6 décembre, ce fut la dernière rencontre entre les deux navires. L’Altmark avait alors à son bord près de 300 prisonniers.
Le cuirassé se dirigea alors sur l'Argentine. Sur le trajet, il croisa sa dernière cible, un cargo de 4 000 tonnes nommé Steonshalh. Le navire fut coulé et ses trente hommes d'équipage furent faits prisonniers.

### La bataille du Rio de la Plata

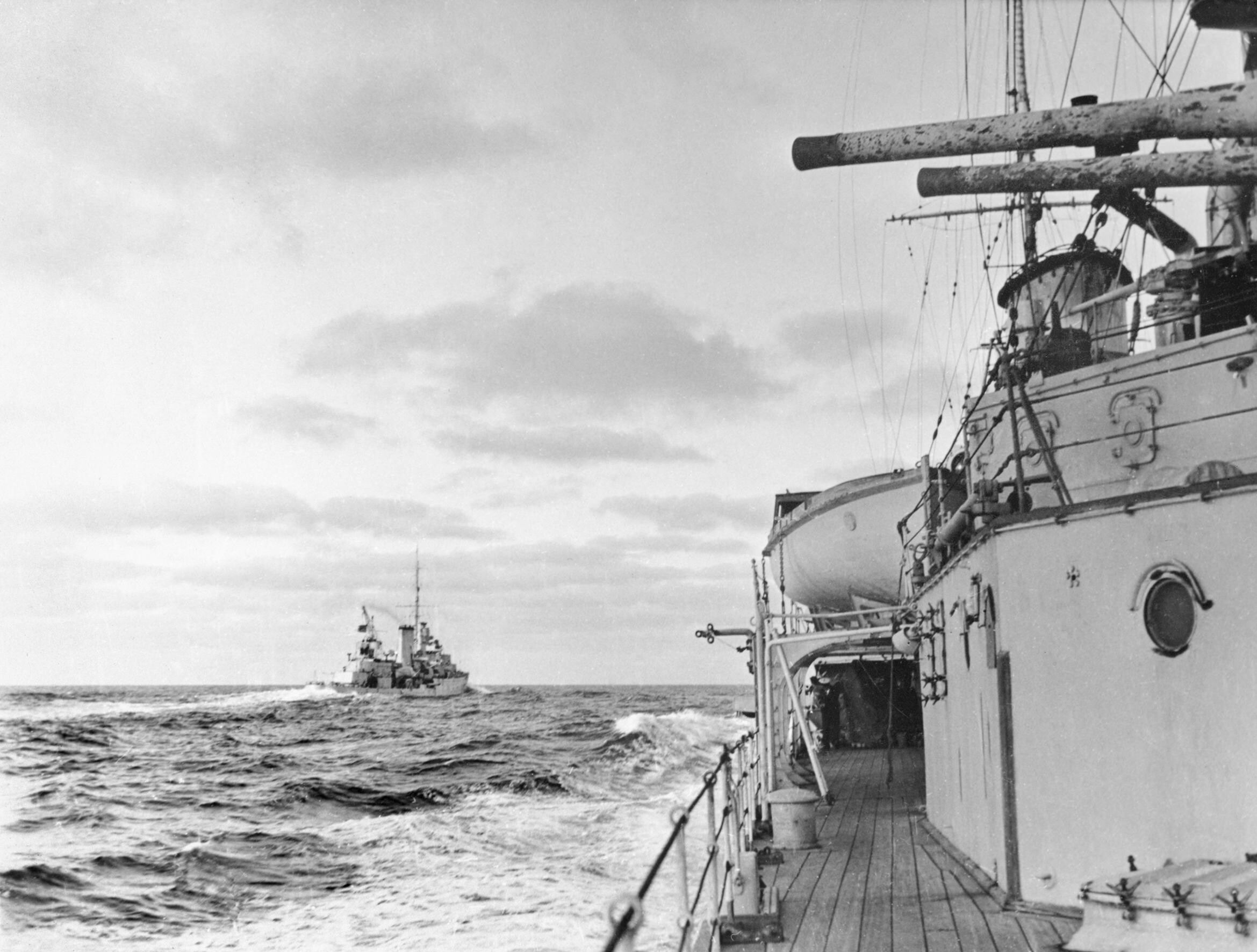
Croiseurs légers HMNZS Achilles et HMS Ajax.

Jusqu'alors, l’Admiral Graf Spee avait déconcerté les forces lancées à sa poursuite en apparaissant ici et là, et avait réussi à leur échapper, et ce malgré les données de plus en plus précises données par les cargos attaqués. Cependant, l'un des responsables des forces alliées, le commodore Hartwood, chef de la force G, avait calculé que le cuirassé se déplaçant à une vitesse de croisière de 15 nœuds atteindrait la zone du Rio de la Plata entre les 12 et 13 décembre. La grande quantité de navires marchands dans cette zone constituait une cible de choix pour le cuirassé de poche, et nécessitait d'être défendue. Il disposa donc ses forces sur place avant la date d'arrivée prévue du Graf Spee. L'estimation de vitesse du commandant Hartwood était erronée car le Graf Spee ne se déplaçait pas à moins de 17 nœuds, mais celui-ci avait eu rendez-vous avec son ravitailleur Altmark en chemin, ce qui l'avait ralenti.
Les forces britanniques étaient composées des croiseurs Ajax (7 000 tonnes), Exeter (8 400 t) et l'Achilles (6 800 t). Si elles étaient supérieures au cuirassé de poche en nombre et en vitesse, ce dernier était plus manœuvrable et possédait un armement plus lourd et une portée plus importante.
Le 13 décembre vers 5 h 50, les vigies du Graf Spee aperçurent un puis deux mâts à l'horizon. Le commandant ordonna donc de foncer dessus. Or, il s'agissait de l’Ajax et de l’Achilles et, peu de temps après, ils virent un troisième mât, celui de l’Exeter. Seulement il était trop tard pour faire demi-tour. Le Graf Spee engagea donc le combat. De leur côté, les Britanniques virent le cuirassé vers 6 h 20, ils se scindèrent en deux groupes afin que le Graf Spee disperse son tir et qu'il subisse un tir croisé. Le combat débuta à 6 h 25, le premier navire à être endommagé fut l’Exeter. La bataille se termina vers 7 h 40 quand les deux derniers croiseurs britanniques se replièrent derrière un écran de fumée : en effet, l’Exeter gravement endommagé s'était déjà esquivé. Le commandant du Graf Spee décida alors de se rendre à Montevideo pour effectuer les réparations les plus urgentes et attendre des renforts acheminés soit par sous-marin, soit par bâtiment de surface.

### Montevideo

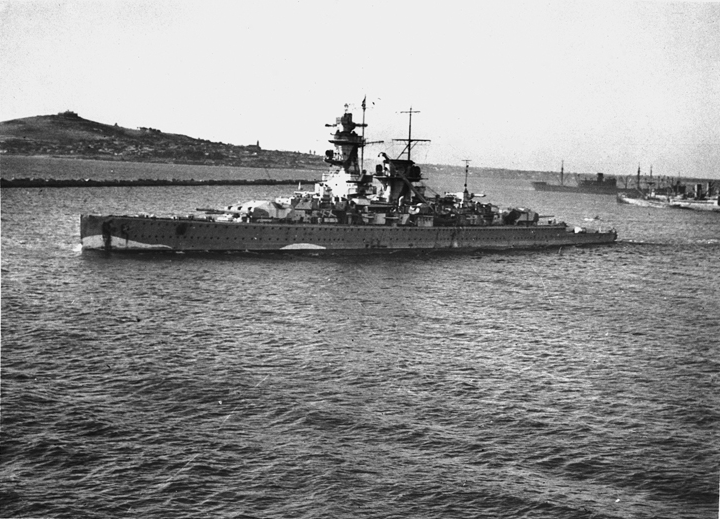
Admiral Graf Spee à Montevideo après la bataille.

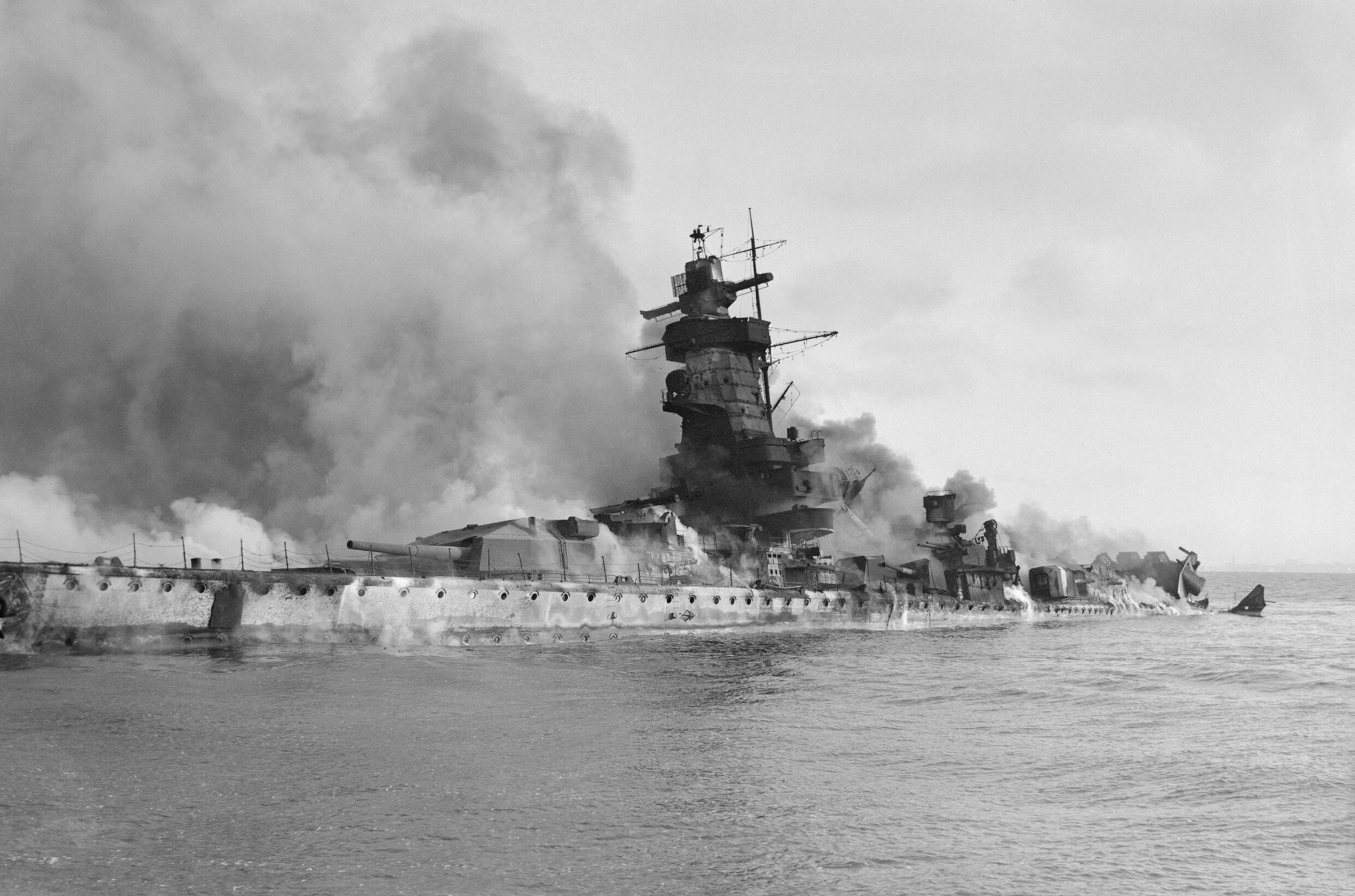
Après son sabordage.

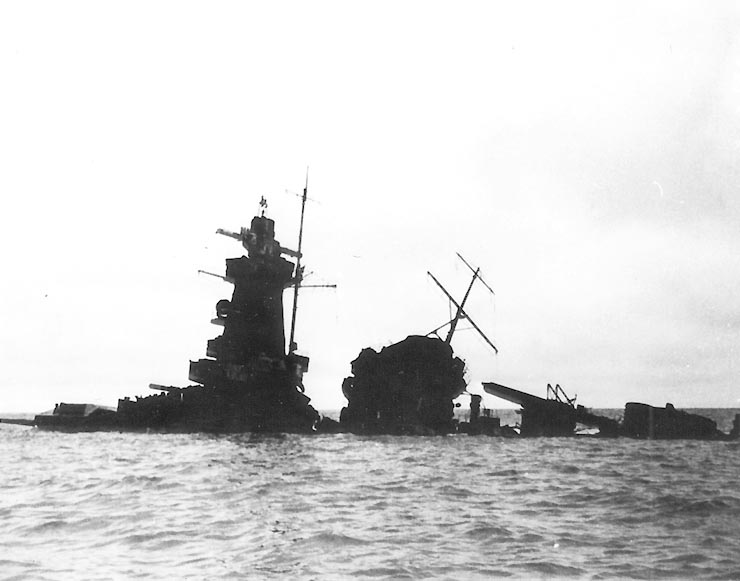
L'épave du Graf Spee après son sabordage.

Afin de gagner le maximum de temps à Montevideo pour les réparations et les secours, le commandant Langsdorff se montra conciliant avec les autorités uruguayennes du gouvernement Alfredo Baldomir en permettant à des officiels de monter à bord, et il libéra les prisonniers britanniques. De son côté, l'ambassadeur du Reich intervint auprès des autorités pour faire accepter la présence du navire dans le port neutre. On lui donna 48 h comme le stipulent les conventions internationales.
Il était visiblement impossible de réparer les importants dégâts causés par la bataille en si peu de temps, d'autant plus que les ouvriers uruguayens n'y mettaient pas de zèle. L'entrepreneur Alberto Voulminot aurait notamment refusé de collaborer à la réparation, en mémoire de son grand-père Joseph Voulminot, premier soldat français tué en Alsace lors de la guerre franco-prussienne de 1870. Cette anecdote, révélée plus de 70 ans après les faits par la belle-fille d'Alberto Voulminot, suscite cependant le scepticisme des historiens locaux, qui évoquent le « folklore » associé à l'histoire du cuirassé.

Dans le port, le navire était continuellement épié par des marins britanniques. Il lui était donc impossible de s'échapper en secret. Le 17 décembre, les marins allemands morts furent enterrés. Ce jour-là, il était encore possible au Graf Spee de sortir sans encombre car les Anglais étaient encore loin d'avoir rassemblé une flotte aussi importante qu'ils voulaient le faire croire. Seuls les croiseurs Ajax et Achilles, renforcés par le Cumberland, attendaient le cuirassé. Langsdorff pensait avoir affaire à l'arrivée imminente du Renown, de l’Ark Royal et du Dunkerque. Cependant, les accords internationaux empêchaient le Graf Spee de quitter le port avant 24 h.
Pendant ce temps, le commandant du cuirassé, qui avait demandé des instructions à l'Amirauté, reçut la réponse de Raeder : « Si impossible de forcer le blocus, saborder le Graf Spee ! ».

### La fin du navire
Le 17 décembre 1939 à 18 h 15, le cuirassé leva l'ancre accompagné par le Tacoma, un cargo allemand, et deux remorqueurs argentins. L'équipage fut transbordé et, à 20 h, le Graf Spee explosa. L'équipage fut conduit en Argentine où il fut interné.
Le 20 décembre, le commandant Hans Langsdorff sera retrouvé mort sur son lit, étendu sur le pavillon du navire, une balle tirée dans la tempe.
Les prisonniers pris par le Graf Spee et placés dans le navire de ravitaillement Altmark furent libérés  le 16 février 1940 par un commando du destroyer britannique Cossack dans le Jøssingfjord, dans les eaux neutres norvégiennes.

## Liste des navires victimes duGraf Spee
Navires de commerce :
- Clement (cargo de 5 000 t), coulé le 30 septembre 1939 ;
- Newton Beach (cargo de 4 600 t), capturé le 5 octobre 1939 puis coulé le 7 ;
- Ashlea (cargo de 4 200 t), coulé le 7 octobre 1939 ;
- Huntsman (cargo de 8 000 t), capturé le 10 octobre 1939 puis coulé le 16 ;
- Trevanion (cargo de 5 000 t), coulé le 22 octobre 1939 ;
- Africa Shell (pétrolier), coulé le 15 novembre 1939 ;
- Doric Star (navire frigorifique de 10 000 t), coulé le 2 décembre 1939 ;
- Tairoa (cargo de 8 000 t), coulé le 3 décembre 1939 ;
- Streonshalh (cargo de 4 000 t), coulé le 6 décembre 1939.

Navires de guerre :
- Exeter (croiseur de 8 400 t), gravement endommagé le 13 décembre 1939 ;
- Ajax (croiseur de 7 000 t), gravement endommagé le 13 décembre 1939 ;
- Achilles (croiseur de 6 800 t), gravement endommagé le 13 décembre 1939.

## Officiers ayant commandé le navire
- Kapitän zur See Konrad Patzig : janvier 1936 - octobre 1937
- Kapitän zur See Walter Warzecha : octobre 1937 - octobre 1938
- Kapitän zur See Hans Langsdorff : octobre 1938 - 17 décembre 1939

### Filmographie
- La Bataille du Rio de la Plata : film britannique de 1956 (The Battle of the River Plate)